# 大分市立稙田南中学校
大分市立稙田南中学校（おおいたしりつ わさだみなみちゅうがっこう）は、大分県大分市大字田尻にある市立中学校。

## 概要
大分市が新産業都市に指定され、大分臨海工業地帯が開発された1960年代後半以降、背後地にあたる大分市郊外の稙田地区では大規模な住宅団地の開発が進められ、人口が急増した。
昭和40年代までは、稙田地区には稙田中学校、賀来中学校の2校の中学校があるのみであったが、1975年（昭和50年）には稙田東中学校、1977年（昭和52年）には稙田西中学校が相次いで分離し、1982年（昭和57年）には本校が分離・設立された。
稙田南中学校の通学区内には、ふじヶ丘ニュータウンや田尻ニュータウンをはじめとする住宅団地が多数所在している。

## 沿革
- 1982年（昭和57年）4月 - 大分市立稙田南中学校開校（大分市立稙田中学校より分離）。

## 通学区域
- 大分市立東稙田小学校通学区

光吉の一部、宮崎の一部、田尻の一部、下宗方の一部
- 大分市立寒田小学校通学区

曲の一部、宮崎の一部、寒田の一部、光吉の一部
- 大分市立田尻小学校通学区

光吉の一部、田尻の一部、寒田の一部、岡川、高瀬の一部、上判田の一部

## 交通
- バス：大分バス田尻停留所下車、徒歩約3分
- 自動車：大分自動車道光吉ICより約3分